# Transports Publics Genevois

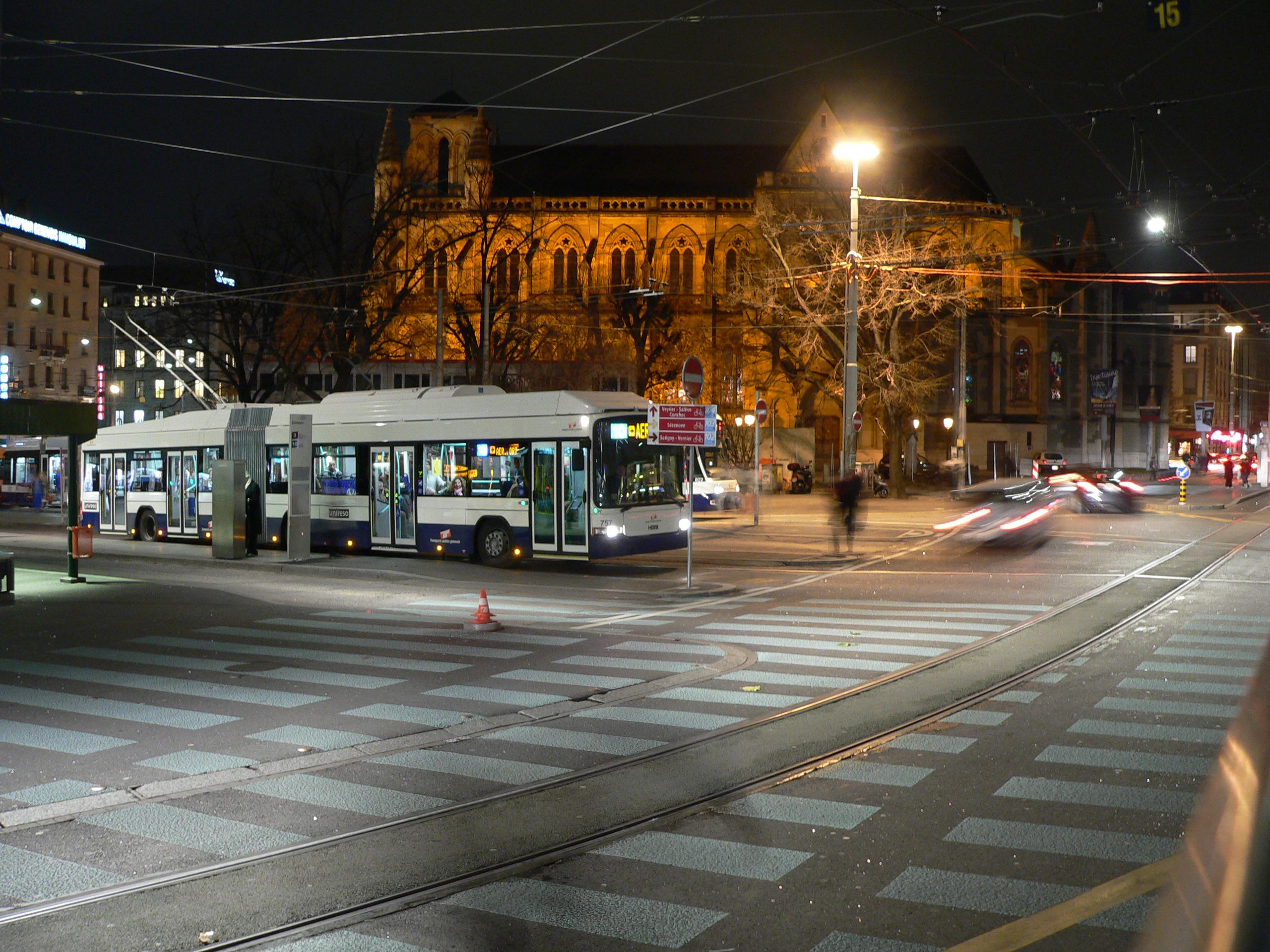
Троллейбус Hess BGT-N2C № 757, маршрут № 10.

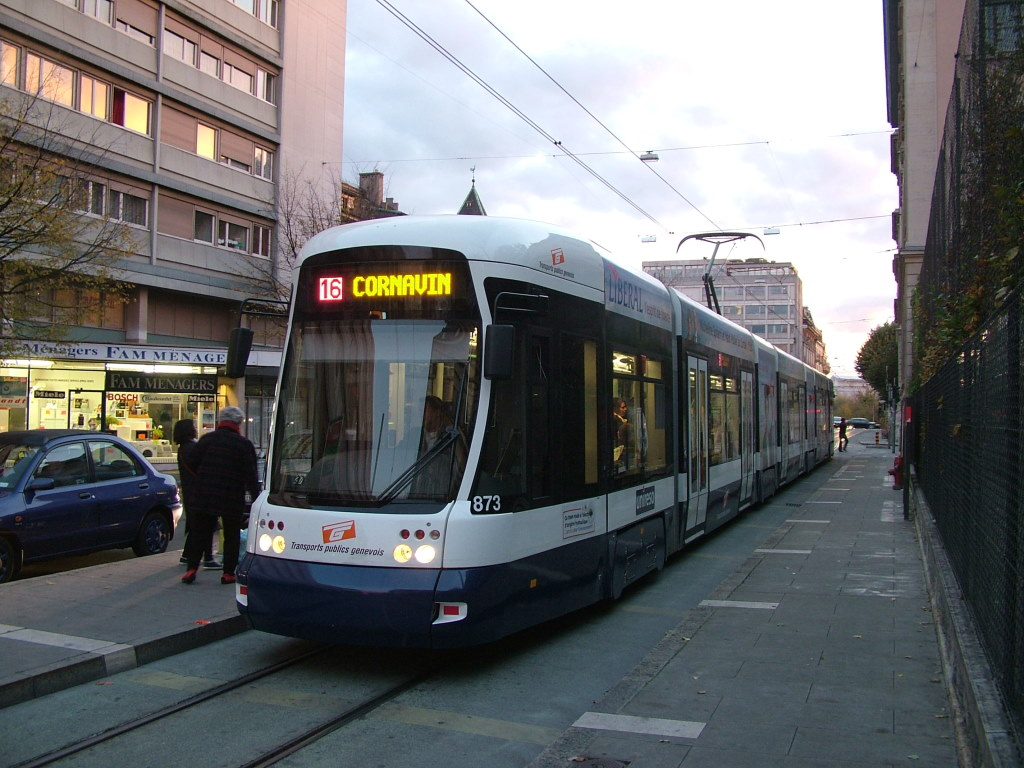
Трамвай Bombardier Cityrunner № 873, маршрут 16.

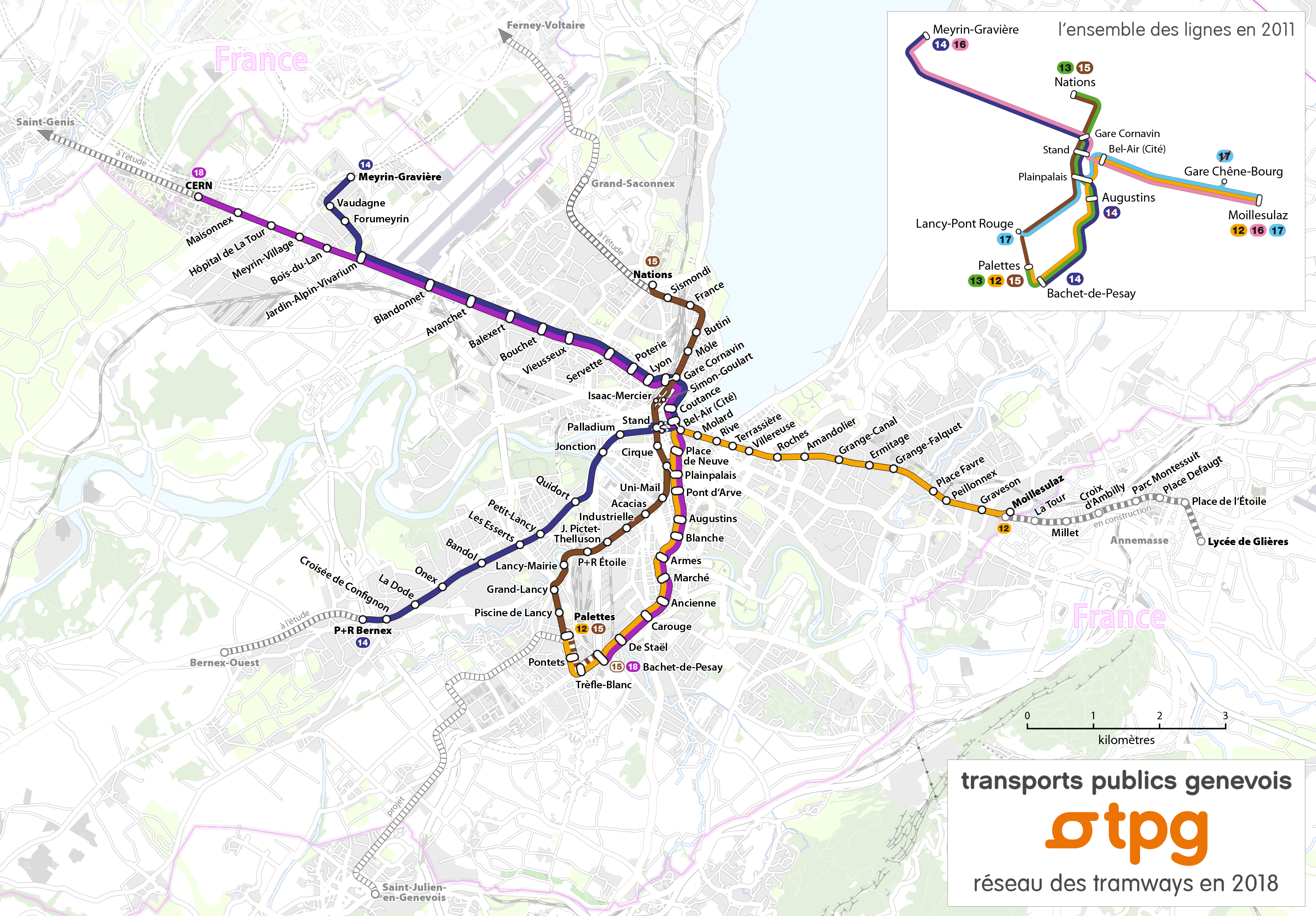

Transports Publics Genevois, сокращённо TPG — оператор общественного транспорта Женевы. TPG эксплуатирует автобусные, троллейбусные и трамвайные маршруты в Женеве и её окрестностях. Также некоторые автобусные маршруты TPL обслуживают приграничные французские коммуны.

## История
TPG является преемником фирмы Compagnie Genevoise des Tramways Électriques (компания электрических женевских трамваев), которая эксплуатировала трамвайную сеть Женевы с 1900 года по 1 января 1977 года.

## Сеть маршрутов
TPG эксплуатирует:
- 5 трамвайных маршрутов (№ 12, 14, 15, 17, 18).
- 6 троллейбусных маршрутов (№ 2, 3, 6, 7, 10, 19).
- 64 автобусных маршрутов. Также существует особые ночные автобусные маршруты.